# 安島重三郎
安島 重三郎（あじま じゅうざぶろう、明治3年5月19日（1870年6月17日） - 昭和25年（1950年）2月13日）は、大正時代から昭和前期にかけての日本の政治家。家系は安島氏。福島県磐城郡会議員、県会議員、衆議院議員。父は安島重三郎。勲等は勲四等旭日小綬章。称号は日本赤十字社特別社員。妻は茨城県士族 加藤亀三郎の女 安島トシ子。子に安島きし子、安島きよ子、安島八重子がある。

## 経歴
福島県磐城郡山田村に生まれる。明治30年（1897年）、磐城郡大地主郡会議員に、明治32年（1899年）、28歳にて福島県会議員に当選する。県会にあっては土木常設委員を務め、2期目当選以後は福島県参事会員、山田村長、日本赤十字社特別社員、地方森林会議員を歴任し、明治37年（1904年）、33歳で衆議院議員（憲政本党）に当選する。院内では請願委員会委員、懲罰委員会委員、決算委員会委員に推され、少壮敏腕家として名を馳せた。
日露戦争では満州の戦地を視察し、その模様を詳報するとともに戦地に絶大な支援を行ったとされる。戦後、その功績を賞され叙勲の栄誉に浴し、勲四等旭日小綬章に叙せられる。その後、宅地賃貸価格調査委員会委員、営業課税審査委員会委員を経て、明治44年（1911年）、山田村長に当選する。
勿来軌道株式会社専務取締役、桜無煙炭坑株式会社常務取締役、株式会社磐城銀行相談役、株式会社磐東銀行相談役、磐城物産株式会社監督等の役職を兼ねて、政界引退後は福島県の実業界に覇権を確立し、浜街道第一の重鎮と目された。
大正元年（1912年）、明治天皇崩御に際して大葬に参列し、幄舎内で霊柩を拝した。
妻・トシ子は愛国婦人会磐城郡幹事として尽力し、明治38年（1905年）、同会より表彰され愛国婦人会三等有功章を受章、44年に再び賞され二等有功章を受章した。